# Ngampel Kulon
Ngampel Kulon is een bestuurslaag in het regentschap Kendal van de provincie Midden-Java, Indonesië. Ngampel Kulon telt 3318 inwoners (volkstelling 2010).